# Luray (Carolina del Sur)
Luray es un pueblo ubicado en el condado de Hampton en el estado estadounidense de Carolina del Sur. El pueblo en el año 2000 tiene una población de 115 habitantes en una superficie de 2.8 km², con una densidad poblacional de 41.4 personas por km². 

## Geografía
Luray se encuentra ubicado en las coordenadas 32°48′49″N 81°14′22″O / 32.81361, -81.23944. Según la Oficina del Censo, el pueblo tiene un área total de 2,8 km² (1,1 mi²), de la cual 2,8 km² (1,1 mi²) es tierra y 0 km² (0 mi²) (0.0%) es agua.

## Demografía
En el 2000 la renta per cápita promedia del hogar era de $26.875, y el ingreso promedio para una familia era de $35.625. El ingreso per cápita para la localidad era de $13.154. En 2000 los hombres tenían un ingreso per cápita de $31.250 contra $9.375 para las mujeres. Alrededor del 32.70% de la población estaba bajo el umbral de pobreza nacional. 

### Localidades adyacentes
El siguiente diagrama muestra a las localidades en un radio de 16 kilómetros (9,9 mi) de Luray.